# Pietro Dazzi

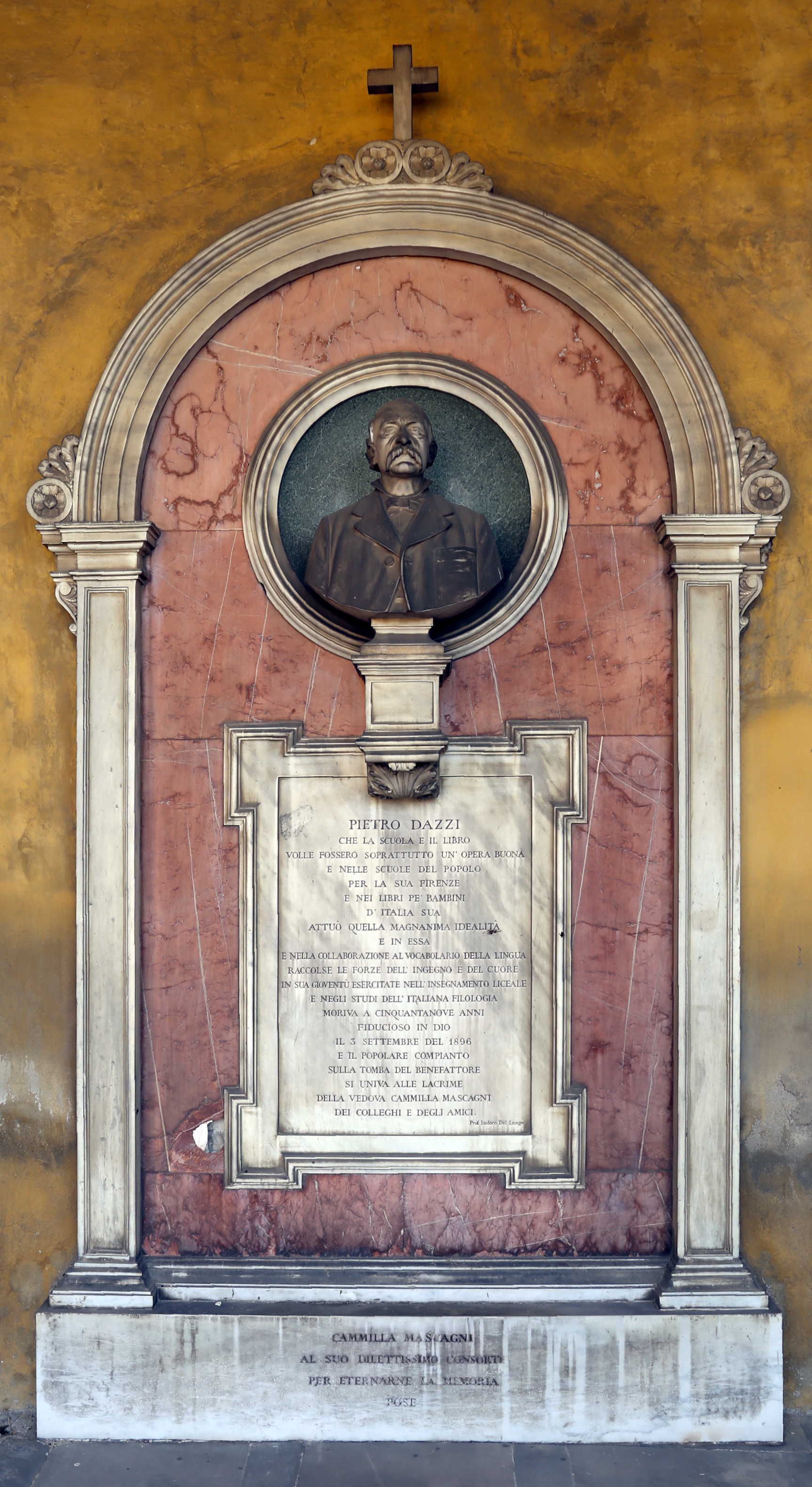
La tomba

Pietro Dazzi (Firenze, 1837 – Sesto Fiorentino, 1896) è stato un letterato e educatore italiano.

## Biografia
Nacque a Firenze il 7 gennaio del 1837 da Luigi Cesare e Clarice Pierazzi. Dopo aver frequentato le scuole dei Padri Scolopi si iscrisse all'Ateneo di Pisa per laurearsi, nel 1859, in Giurisprudenza.
Nel 1866 fondò nel capoluogo toscano le Scuole del popolo domenicali per gli operai (gratuite per i loro fruitori), con l'obiettivo di alfabetizzare parte della popolazione. Autore di varie opere educativo-pedagogiche, come Il fanciullo e L'amico degli asili, redasse assieme a Pietro Fanfani un Vocabolario molto noto e stimato dagli esperti dell'epoca.
Morì a Quarto nel Comune di Sesto Fiorentino il 3 settembre del 1896 e venne sepolto, su invito del Sindaco di Firenze, nel Camposanto monumentale della Ven. Arciconfraternita della Misericordia di Firenze, il Cimitero di "Pinti".

## Opere letterarie
- Pietro Dazzi, Orazioni politiche del secolo XVI, Firenze, G. Barbèra, 1866.
- Pietro Dazzi, Alcune lettere familiari del secolo XIV, Bologna, Romagnoli, 1868.
- Pietro Dazzi, Il primo libro della bambina, Firenze, Felice Paggi, 1887.
- Pietro Dazzi, Racconti storici di Pietro Thouar per la prima volta raccolti, Firenze, R. Bemporad & Figlio, 1894.
- Pietro Dazzi, Il fanciullo, Firenze, R. Bemporad & Figlio, 1894.